# Jardim de Boboli
O Jardim de Boboli (em italianoː Giardino di Boboli) é um jardim renascentista projetado pelo arquiteto Niccolò Pericoli, a pedido da Duquesa Leonor de Toledo e sua construção iniciou-se no século XVI. Ocupa uma área de 45.000 metros quadrados e está localizado na parte de trás do Palácio Pitti, na comuna italiana de Florença, na região da Toscana.

## História
Em 1549, a Duquesa Leonor de Toledo compra o Palácio Pitti e decide ampliar o jardim do palácio. Contrata o arquiteto Niccolò Pericoli para elaborar o projeto. Pericoli veio a falecer antes do início das obras, no ano de 1550. Neste mesmo ano, inicia as obras do anfiteatro de vegetação.
Entre os anos de 1553 e 1555, a Gruta de Madama é construída por Davide Fortini, genro de Pericoli. No ano de 1557, devido a construção de um aqueduto para fornecer água para o jardim, deu-se o início da construção, gerenciado por Fortini, de um reservatório. Neste mesmo ano, o Giorgio Vasari passa a chefiar as obras. Vasari fez a fachada do reservatório com colunas toscanas e dois nichos onde foi colocado uma escultura de Apolo e uma de Ceres. Por volta de 1583, o reservatório perdeu sua função e o Grão-Duque Francesco I decidiu transformar o reservatório em uma gruta. Bernardo Buontalenti ficou responsável pelo projeto de transformação do reservatório.
Entre os anos de 1630 e 1634, o anfiteatro passa por uma renovação, chefiado por Giulio Parigi, a pedido de Fernando II. Em 1677, é construída a Menagerie, um zoológico de animais exóticos, a pedido do Grão-Duque Cosimo III de' Medici. No ano de 1696, a bacia da Gruta de Madama é substituída por uma réplica e a original é transferida para o Palácio Pitti. A gruta foi abandonada por um tempo até o ano de 1922, quando foi usada para guardar móveis.
Em 1774, o Pavilhão Kaffeehaus é construído, projetado por Zanobi Del Rosso a pedido do Grão-Duque Pedro Leopoldo de Lorena. No ano de 1776, o Grão-Duque Pedro Leopoldo transfere os animais do Menagerie para a Menagerie do Belvedere e a estrutura foi desmontada. Entre os anos de 1777 e 1778, a Casa de Limão foi construída, no local da antiga Menagerie, para abrigar as árvores de frutas cítricas durante o inverno. 
Em 1816, a Casa do Limão foi ampliada por Giuseppe Cacialli, e foi construído um depósito para materiais em anexo ao escritório do Jardineiro Chefe. Em 1817, a entrada do Jardim Annalena para a Via Romana foi renovada e, juntamente com as obras da renovação, a Gruta de Adão e Eva foi construída por Cacialli.

## Características

### Cerchiate
São caminhos ladeados com árvores de carvalho holm com galhos curvados e trançados, formando um arco, e intercalados com arbustos de Viburnum tinus, Laurus nobilis, Phillyrea latifolia, Rhamnus alaternus e Myrtus communis.

### Gruta de Madama

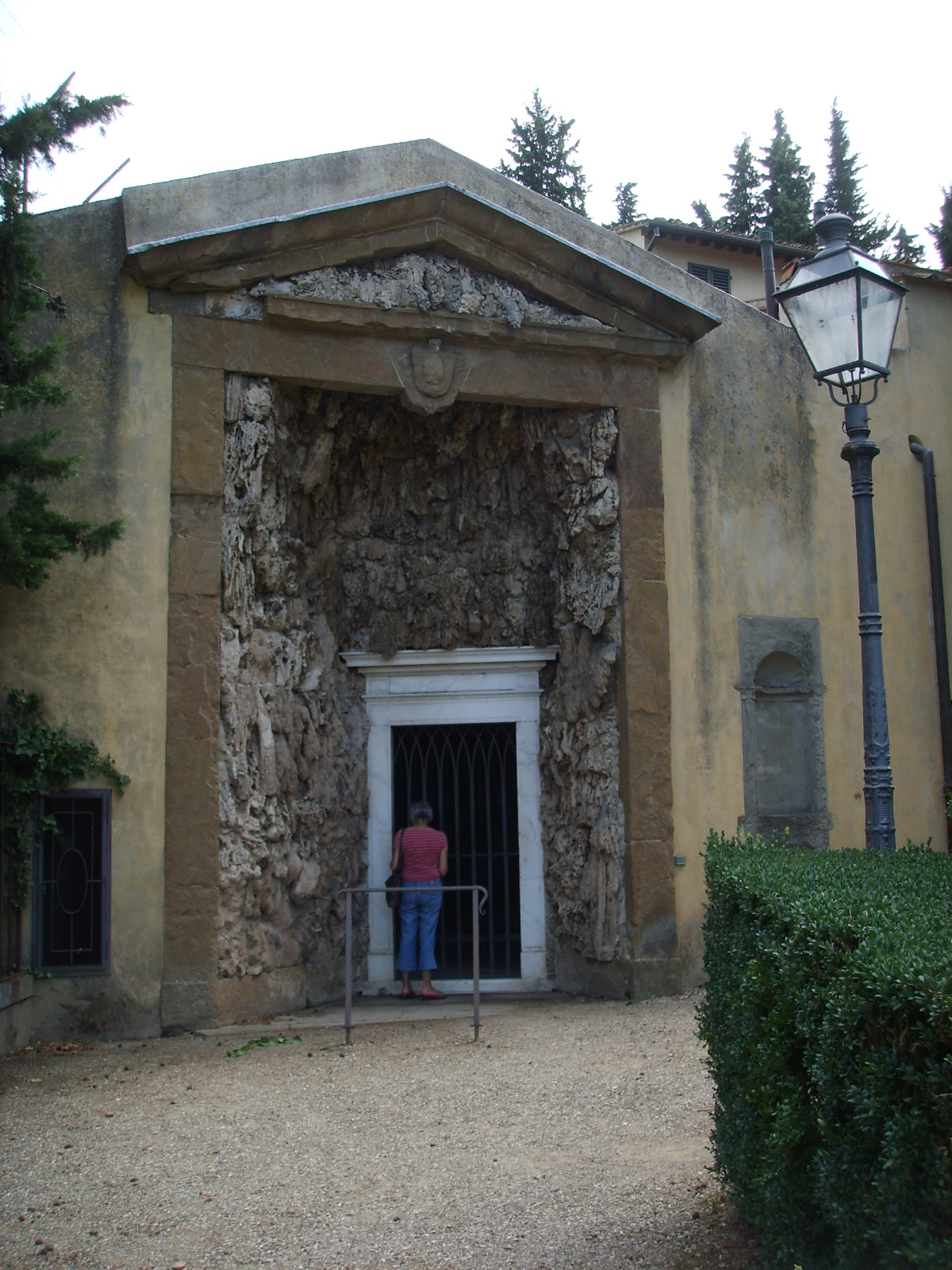
Gruta de Madama

A fachada da gruta foi feita de rocha artificial com uma portada em pedra, no centro da portada foi instalado uma porta com moldura em mármore branco. Em seu interior, a gruta apresenta paredes com textura esponjosa e foi decorada com quadros, nichos, escultura de animais e estalactites artificiais. No fundo da gruta, foi instalado uma bacia oval sobre pés esculpidos, em volutas, semelhantes a patas de leão. A bacia e as esculturas situadas no fundo da gruta foram esculpidas por Giovanni di Paolo Fancelli. O piso, todo feito em mármore, foi obra de Santi di Michele Buglioni.

### Gruta de Eva e Adão
Foi construída com abertura retangular, paredes internas com textura de rochas artificiais e duas colunas dóricas dividindo a gruta em três espaços. No espaço central, foi instalada a escultura de Adão e Eva. Na parede dos fundos, foi instalado três máscaras feitas por Ottaviano Giovannoni e o a cobertura é uma meia cúpula decorada.

### Gruta Buontalenti

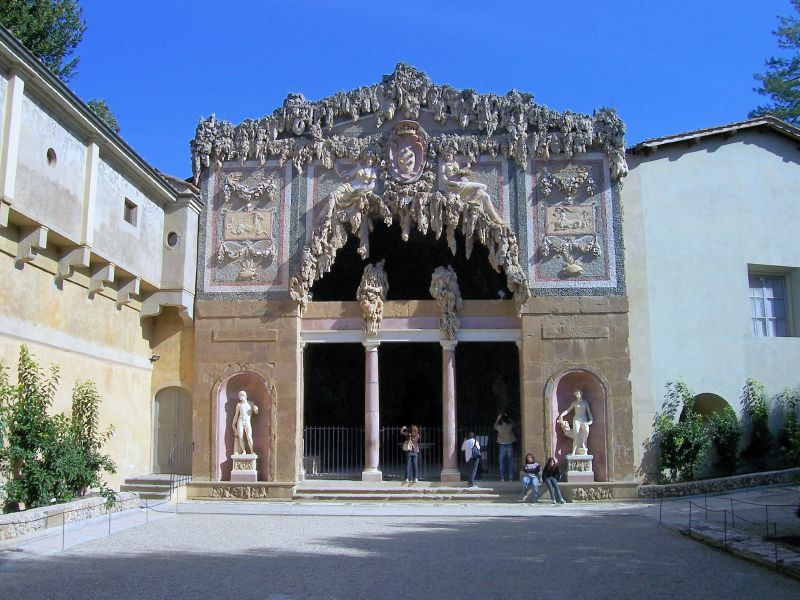
Gruta Buontalenti

A fachada da gruta possui duas colunas toscanas e duas pilastras que sustentam um travessão e um arco com estalactites artificiais, logo acima do arco há o brasão de armas dos Medici, ladeado por um mosaico representado a Paz e outro representando a Justiça. Na parte inferior, ladeando a entrada, está um nicho com uma escultura de Apolo e outro com a escultura de Ceres, ambas esculpidas por Baccio Bandinelli. A gruta possui três câmaras. A primeira câmara possui, em cada parede lateral, uma bacia na base e uma cena pastoril feita com rochas artificiais e mármore branco, e esculturas feitas por Piero di Tommaso Mati, logo acima da bacia. A segunda câmara é decorada com nichos nas paredes, e painéis geométricos com conchas e gotículas de pedra no teto; e possui uma escultura de Teseu e Ariadne, esculpida por de Vincenzo de' Rossi. A terceira câmara possui paredes decoradas com pinturas de vinhas, rosas e pássaros; e com nichos decorados com conchas e madrepérola. No centro da terceira câmara foi instalada uma bacia em mármore verde africano sobre um pilar de mármore com quatro sátiros, e sobre a bacia foi colocada uma escultura da Vênus esculpida por de Giambologna.

### Anfiteatro
A princípio, o anfiteatro foi construído de vegetação, conforme o projeto de Niccolò Pericoli. Durante a expansão do Palácio Pitti, o anfiteatro foi murado. Uma avenida corta o anfiteatro, que em seu centro há uma bacia de granito vermelho e um obelisco egípcio. O obelisco veio dos jardins da Villa Medici, em Roma, comprada por Fernando de' Medici no século XVI. É originária de Aswan e data do século XIII a.C.

### Kaffeehaus

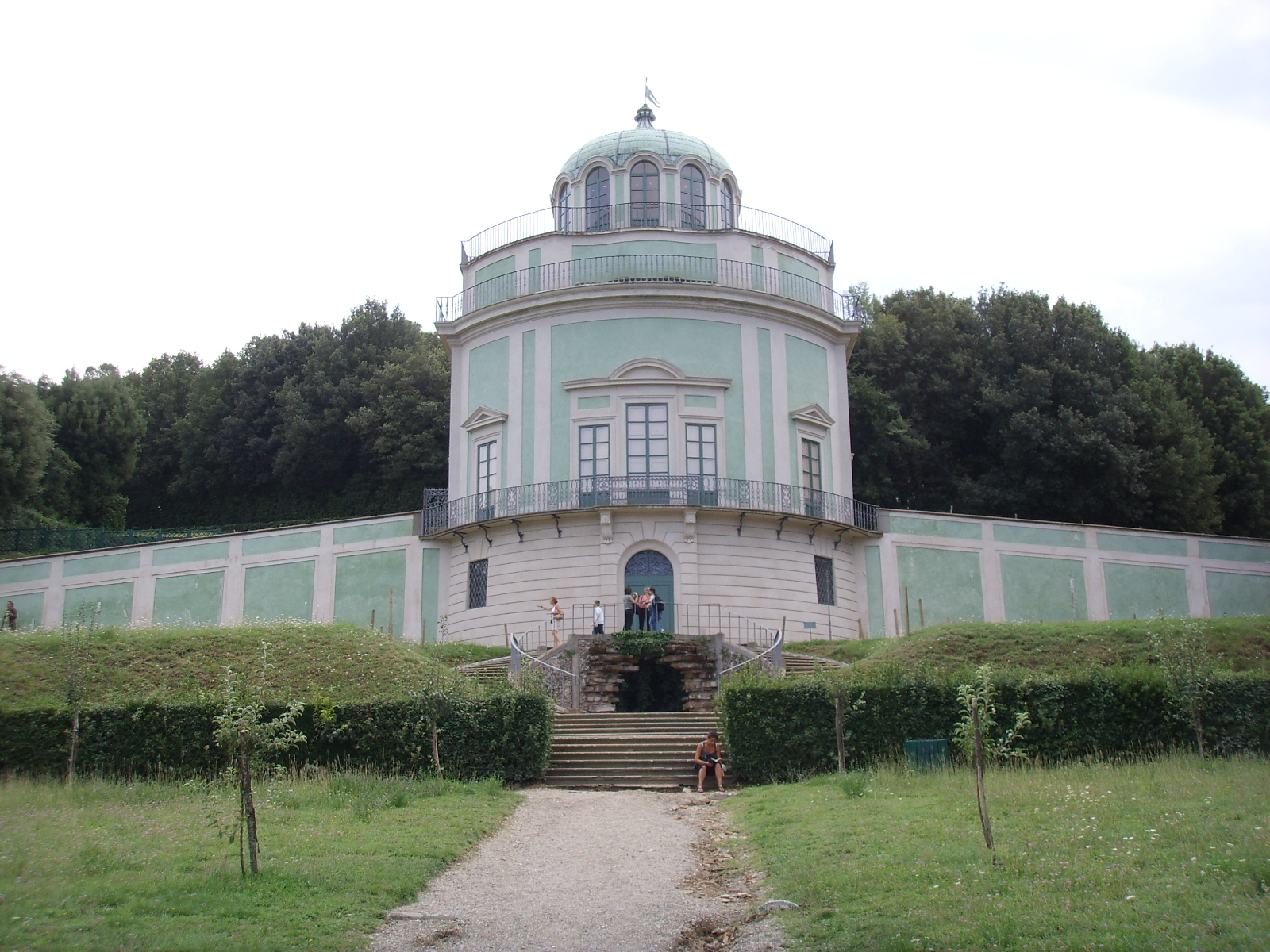
Kaffeehaus

O pavilhão foi construído com quatro pavimentos e possui arquitetura rococó tardia, de planta circular e cobertura em forma de cebola. No primeiro pavimento se localiza a cozinha e áreas de serviço. No segundo pavimento se localiza um salão e uma sacada. A decoração interior foi feita pelos artistas Giuseppe del Moro, Giuliano Traballesi e Pasquale Micheli, que utilizaram no piso um revestimento de terracota em formato retangular e hexagonal e blocos de mármore branco.

### Jardim de Ganimedes
O jardim está localizado em frente ao pavilhão Kaffeehaus. Possui forma escalonada, descendo a colina do pavilhão. Os terraços são gramados e foram plantadas videiras e árvores frutíferas. No terraço mais baixo, foi instalado uma fonte de água com uma bacia oval de mármore branco. No centro da bacia há uma escultura de Ganimedes sobre uma águia, esculpida por Giovanni Battista Lorenzi.

### Casa do Limão

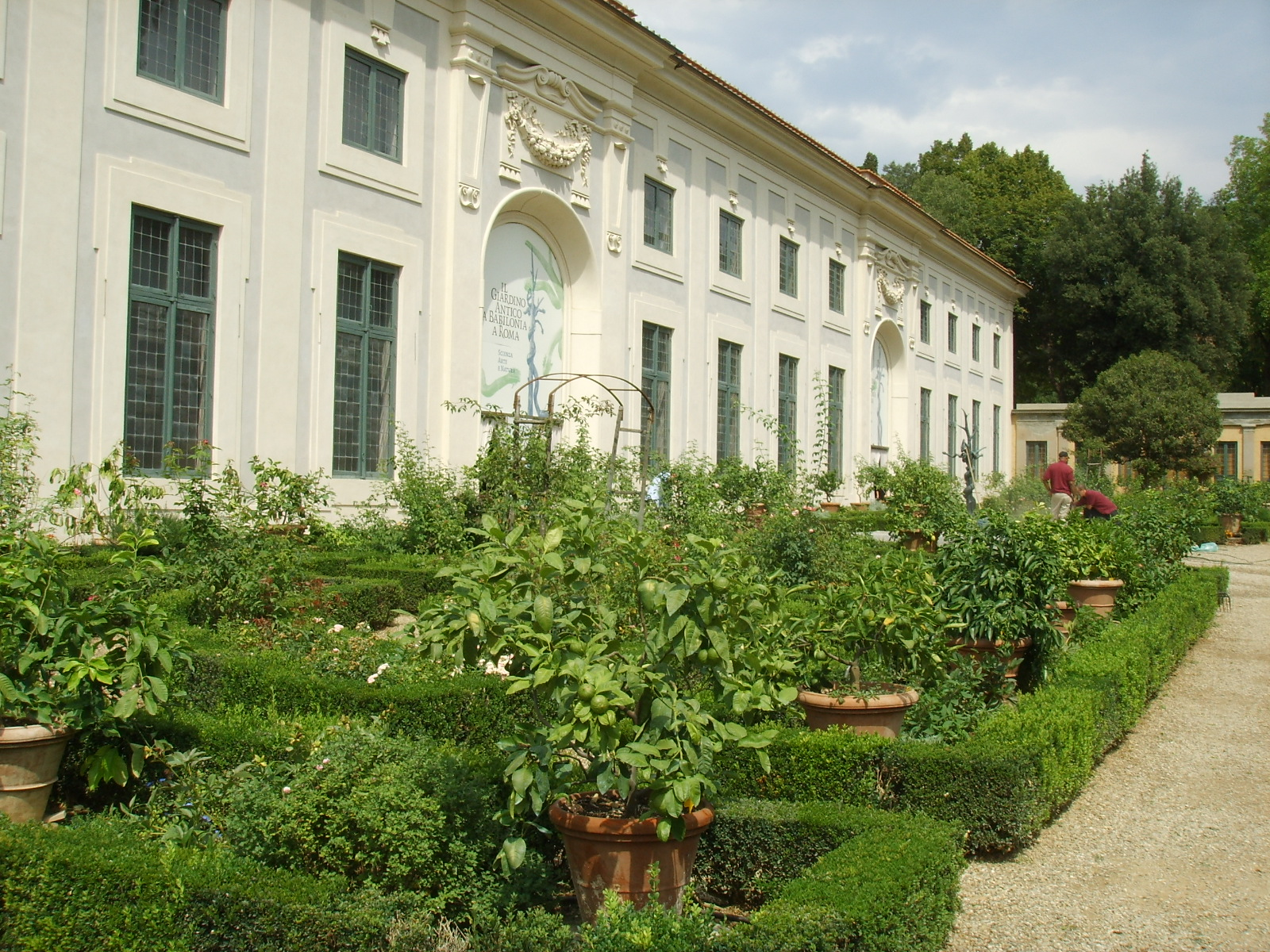
Casa do Limão

A edificação ocupa uma área de 106 metros por 8 metros e chegava a abrigar 500 árvores de frutas cítricas. A fachada principal possui uma longa cornija esculpida, três portadas intercaladas com sequência simétrica de quatro janelas grandes na faixa inferior e quatro janelas menores na faixa superior. Em frente à Casa de Limão há quatro grandes canteiros de rosas.